# Jag såg mordet på Palme
Jag såg mordet på Palme är en dokumentär av filmaren Mikael Hylin om lösningen på mordet på Olof Palme. Hylin framför teorin om att Christer Pettersson verkligen begick mordet men i tron att Palme var Sigge Cedergren, en knark-distributör. Teorin bygger på intervjuer med personer i den undre världen, och kommer i själva verket från tidigt i spaningsarbetet, men i och med att vissa poliser ville dölja sina kontakter med bland annat Cedergren lyckades de få avgörande bevismaterial förstört och teorin diskrediterad.
Dokumentären sändes ursprungligen den 26 februari 2006 på SVT2.

## De bekantas berättelser
Dokumentären beskriver hur några av Christer Pettersons gamla bekanta har talat om mer och mer om vad de vet, allteftersom de själva närmar sig döden. En person som stod Pettersson nära berättade att Pettersson (som på den tiden ibland arbetade som torped) hade fått i uppdrag att skrämma Cedergren. Andra bekanta menade att Sigge Cedergren velat ha Pettersson död och därför beställt ett mord denne. Pettersson hade vid kännedom om detta reagerat argsint och i syfte att misshandla eller döda Cedergren då börjat söka efter denne. 
Pettersson var kvällen 28 februari enligt dennes bekantas utsagor alltså ute efter Cedergren och hade också en laddad pistol med sig. Då Cedergren bodde i närheten av biografen Grand, på Tegnérgatan 16, väntade en drogpåverkad Pettersson därför på denne utanför bion. När biobesökarna kommit ut och passerat Dekorima, hade han bakifrån fått syn på Palme och hans fru, och i tron att det var Cedergren med flickvän (bl.a. skulle Cedergren ofta ha burit en pälsmössa och rock snarlik Palmes diton) hade han följt efter paret, närmat sig och sedan skjutit Palme i tron att han gjorde sig av med den man som beställt ett mord på honom. Denna metod, att närma sig offret bakifrån skall, enligt de bekanta, Pettersson flera gånger tidigare ha använt sig av.
Den här versionen stöddes av flera personer som kände eller intervjuade Petterson och hans närmaste bekanta under många år efter mordet. Petterson ska för de närmaste vännerna ha erkänt att han skjutit Palme av misstag. Hans bekanta har dessutom givit tillräckligt med fakta för att det ska stå klart att Pettersson vid tidpunkten för mordet var inblandad i en konflikt i Stockholms undre värld. Cedergren hotade Pettersons liv, Petterson var ute efter Cedergren just den kvällen, och hade ett laddat vapen med sig. Enligt programmet ledde denna konflikt alltså till att Pettersson av misstag istället dödade Olof Palme.

## Polisens brist på insats
Filmen vill samtidigt påvisa att polisens agerande på mordkvällen varit direkt kopplat till ett planerat mord på Cedergren. Mordet skulle ha beordrats av en "Mr X" som sagts vara Cedergrens knarkleverantör och något av "Sveriges knarkkung". Enligt de intervjuade hade bland annat poliser på plats bryskt avvisat Östlund när denne skulle besöka Cedergrens lägenhet, men lite senare, en kort stund innan mordet, hade poliserna försvunnit från området. 
Filmen indikerar vidare att polisen varit medveten om att mordet på Cedergren skulle äga rum och att den därför lämnat området fritt för en mördare. Då det finns motsägelsefulla utskrifter av Cedergrens avlyssnade telefon indikerar Hylin att polisen möjligen medvetet lämnat platsen, men att den i efterhand försökt sopa igen spåren. Det skulle absolut inte få komma till allmän kännedom att polisen skapat en möjlighet för mordet genom att lämna fältet fritt för Pettersson att söka mörda Cedergren. Filmen menar också att detta skulle kunna vara anledningen till polisens relativt långsamma reaktion efter att skotten fallit. Polisen skulle alltså ha velat ge den på förhand kände mördaren fritt utrymme att efter utfört dåd försvinna från platsen.

## Debatt emot teorin
Den 28 februari samma år publicerade Dagens Nyheter en debattartikel av Lars Borgnäs och Tomas Bresky som ifrågasätter riktigheten i uppgifterna i filmen. De påstår att Mikael Hylin har ignorerat de källor som talar emot hans teori och att filmen inte kan tas på allvar. Den person som påstår sig ha varit vittne till hur Pettersson sköt Palme befann sig 23.15–23.21 i Grands foajé och ringde Cedergren och kan därmed inte ha bevittnat mordet. Vittnet var känt av polisen före rättegångarna och det framkom inte heller varför denne hållit tyst trots belöningen på 50 miljoner kronor. Borgnäs och Bresky har tidigare gjort flera undersökningar av materialet.